# 納拉伊夫卡河

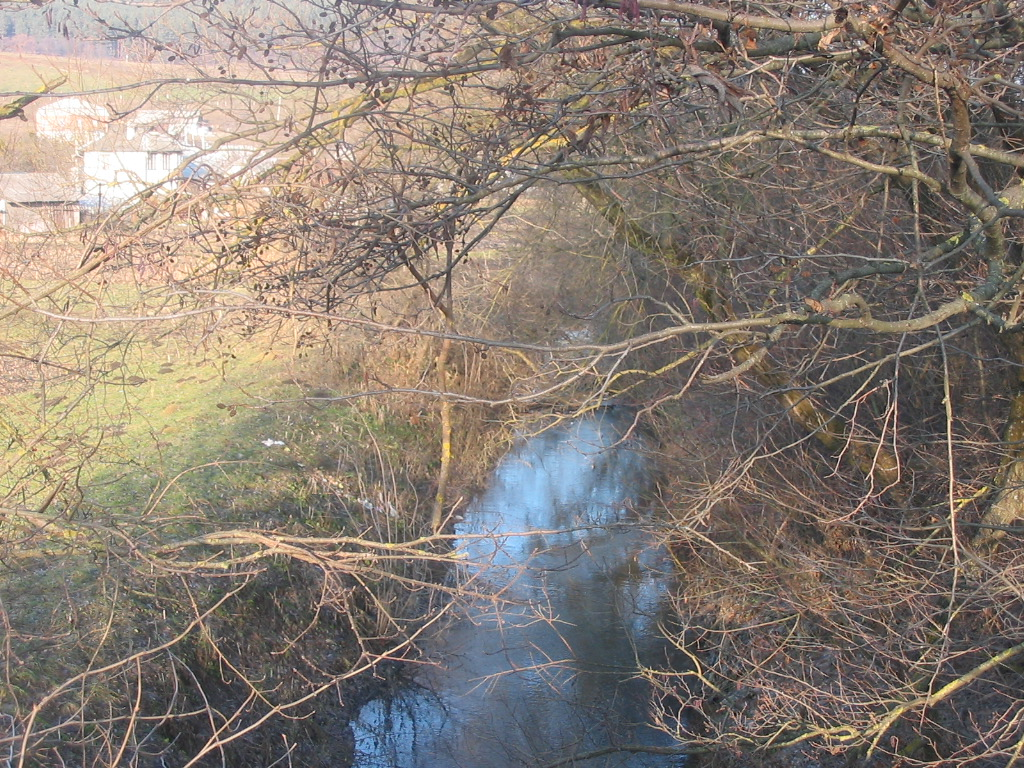

納拉伊夫卡河（羅馬化：Naraivka）是烏克蘭的河流，位於該國西部，河源位於波杜西夫，流經利沃夫州、捷爾諾波爾州和伊萬諾-弗蘭科夫斯克州，河道全長56公里，流域面積357平方公里。